# Simulium luadiense
Simulium luadiense är en tvåvingeart som beskrevs av Elsen, Fain och Jonas Axel Boeck 1983. Simulium luadiense ingår i släktet Simulium och familjen knott.
Artens utbredningsområde är Kongo. Inga underarter finns listade i Catalogue of Life.